# Quan Hongchan
Quan Hongchan (chinesisch 全红婵; Pinyin: Quán Hóngchán; * 28. März 2007 in Mazhang) ist eine chinesische Wasserspringerin. Bei den Olympischen Sommerspielen 2020 und 2024 gewann sie die Goldmedaille im 10-m-Turmspringen.

## Karriere
Quan begann 2014 im Alter von 7 Jahren mit dem Wasserspringen und trat im selben Jahr der Sportschule Zhanjiangs bei. Seit 2018 ist sie Mitglied des Provinzteam Guangdongs und wurde dort 8 mal Landesmeister.
Im Oktober 2020 gewann sie im Alter von 13 Jahren die chinesischen Meisterschaften im Wasserspringen vom 10-m-Turm.
Bei den Olympischen Sommerspielen 2020 in Tokio war Quan die jüngste Athletin des chinesischen Olympiateams. Am 5. August 2021 gewann sie die Goldmedaille im 10-m-Turm Einzelspringen mit 466,20 Punkten. Drei ihrer fünf Sprünge erhielten die maximale Bewertung, zwei dieser Sprünge von allen sieben Richtern einstimmig.
Bei den Chinesischen Nationalspielen 2021 gewann Quan im Team-Event für Guandong Gold. Sie erzielte dabei 413,90 Punkte im Einzelspringen vom 10-m-Turm.
Bei den Olympischen Spielen 2024 in Paris gewann Quan zwei Goldmedaillen: Im Einzel und im Synchronspringen vom 10-m-Turm.

## Privates
Quan ist das dritte von fünf Kindern einer Farmerfamilie. Ihre Eltern unterstützten von früh an ihren Wunsch des professionellen Wasserspringens.
Quan erwähnte als Motivation für ihre sportlichen Leistungen die Hoffnung genug Geld zu verdienen, um die Behandlung ihrer kranken Mutter zu finanzieren. Ihre Mutter wurde 2017 auf dem Weg zur Arbeit von einem Auto angefahren und schwer verletzt. Im August 2021 wurde berichtet, dass Quans Familie zahlreiche Immobilienangebote und Geldspenden in Höhe von ca. 35 Millionen Euro für Quans Leistungen bei den Olympischen Spielen angeboten bekommen und vollständig abgelehnt hat.